# Ounuora (fleuve)
Le fleuve Ounuora  (anglais : Ounuora River) est un cours d’eau de la Péninsule  de Coromandel située dans le district de Thames-Coromandel dans la région de Waikato dans l’Île du Nord de la Nouvelle-Zélande.

## Géographie
Il s’écoule en général vers l’est à partir de la chaîne de Coromandel, atteignant le mouillage de «Whitianga Harbour» tout  près du petit village de «Mill Creek» à 5 km au sud-ouest de la ville de Whitianga.